# Intellektueller
Ein Intellektueller ist eine Person, die meist in wissenschaftlichen, künstlerischen, philosophischen oder literarischen Bereichen tätig ist, in ihrem Feld anerkannte Kompetenzen (darunter meist ein Hochschulabschluss) erworben hat und in öffentlichen Debatten eine kritische oder affirmative Position bezieht. Intellektuelle sind nicht zwangsläufig an eine bestimmte politische, ideologische oder moralische Position gebunden.
Der Bedeutungsinhalt des Begriffs Intellektueller wechselte im Laufe der historischen Entwicklung. Eine allgemein anerkannte Definition des Begriffs gab es nie. Wichtige Definitionsversuche unternahmen im 20. Jahrhundert Karl Mannheim mit „freischwebender Intelligenz“ und Antonio Gramsci mit dem Begriff des „organischen Intellektuellen“.

## Begriffsgeschichte
Als einer der Ersten verwendete Henri de Saint-Simon den Begriff 1821 in seinem Buch Du système industriel, wobei er intellectuels und intellectuels positifs unterschied. Die „normalen“ Intellektuellen gehörten den „alten Schichten“ an, bestehend aus Adel, Klerus, Juristen und müßigen Eigentümern. Die progressiven Intellektuellen hingegen verkörperten das Neue. Sie sollten in der Lage sein, Vorurteile zu überwinden und gemeinsam mit Industriellen das alte Regime abzulösen. Damit identifizierte er allerdings nur die naturwissenschaftlichen Experten. Seine heutige Bedeutung erlangte der Begriff erst im Zusammenhang mit der Dreyfus-Affäre Ende des 19. Jahrhunderts.
Der Begriff Intellektueller wird oft Georges Clemenceau durch Maurice Barrès zugeschrieben, verwendet wurde er jedoch bereits vorher. Clemenceau bezeichnete 1898 in einem Artikel prominente Unterstützer von Alfred Dreyfus, darunter Émile Zola, als eine Gruppe von Intellektuellen. In Wirklichkeit verwendeten nationalistische Gegner der Dreyfus-Unterstützer den Begriff zuerst in diesem Zusammenhang und – zunächst jedenfalls – mit abwertender Konnotation für Personen, die der eigenen Nation als illoyal gegenüberstehend dargestellt werden sollten. Die „Dreyfusards“ übernahmen diese Kategorisierung jedoch und deuteten sie im Sinne ihres politischen Selbstverständnisses als Anwälte der Gerechtigkeit und der Rechtsstaatlichkeit um. Nachdem der unüberbrückbare Expertendissens den Spielraum für moralisierende Intellektuellenkritik eröffnet hatte, erschien die Geburt des Intellektuellen als eine Folge der unfreiwilligen Selbstinfragestellung der Experten.
Gramsci prägte den Begriff „organischer Intellektueller“ für Menschen, die die Ideen einer bestimmten Klasse vertreten und reartikulieren.
In der Zeit des Nationalsozialismus wurde der Ausdruck in der NS-Propaganda ebenfalls als abwertender Kampfbegriff für Vertreter des ideologisch abgelehnten „Intellektualismus“ gebraucht, um jüdische oder andere politisch unerwünschte Personen zu diskreditieren.

## Einbettung in Gesellschaften
Der französische Schriftsteller Émile Zola erweiterte die Diskussion um wahres Wissen im Fall Dreyfus zu einer moralischen Debatte, in der er bestehende Vorurteile infrage stellte. Dies verdeutlicht, dass Moral und universelle Werte das zentrale Feld der Intellektuellen sind.
Laut Jean-Paul Sartre analysieren und kritisieren Intellektuelle gesellschaftliche Vorgänge, um deren Entwicklung zu beeinflussen, ohne sich an politische oder moralische Standpunkte binden zu müssen. Dies führt oft zu Konflikten mit politischen Akteuren.
Intellektuelle können sowohl Unterstützer als auch Kritiker der herrschenden Klasse sein: Wenn ihre Ideen den Interessen der herrschenden Klasse entsprechen, fungieren sie als Unterstützer. Im Gegensatz dazu können sie als Dissidenten betrachtet und verfolgt werden, wenn ihre Ansichten im Widerspruch zur Regierung stehen, dadurch werden sie Kritiker der Ideologie. Erfolgreiche Dissidenten können dabei auch wieder in staatliche Strukturen integriert werden, sofern sie als nützlich angesehen werden.
So sind Intellektuelle für Machthaber sowohl unbequem als auch effektive Mittel in der innovativen Entwicklung der Gesellschaft. Der französische Philosoph Julien Benda (1867–1956) betonte bereits 1927 in seinem berühmten Essay: Der Verrat der Intellektuellen die Neigung vieler Intellektueller, zu Erfüllungsgehilfen gesellschaftlicher Interessen und Ideologien zu werden.
Intellektuelle entwickeln untereinander informelle Beziehungen, die über die üblichen Lebensmittelpunkte von Arbeit und Familie hinausgehen. Intellektuelle im Staatsdienst sind so oft besser informiert als ihre behördlichen oder politischen Mitstreiter (und haben so deren Respekt, auch wenn sie wegen ihrer Kontakte zu politischen Gegnern misstrauisch beäugt werden). Unabhängig davon sind auch intellektuelle Gegner über gesellschaftliche Probleme oft besser informiert als die durchschnittliche Bevölkerung, selbst wenn das vorliegende Staatssystem die Pressefreiheit stark beschränkt hat. Diese innere Kenntnis staatlicher Details macht sie auch häufig zum Ziel der ausländischen Nachrichtendienste.
Die Lebhaftigkeit, Dynamik, Meinungsfreude und Vernetzung haupt- und großstädtischer Intellektuellenkreise führte oft zur Feindseligkeit gegen ihre Subkultur. In Deutschland und Österreich wurde sie nach dem Ersten Weltkrieg auch mit antijüdischen Ressentiments verbunden.
Bernhard von Mutius (* 1949) (Herausgeber des Buchs: Die andere Intelligenz, 2004) argumentierte, dass sich ein neuer Typus des Intellektuellen herausbilde, der als Wissensarbeiter in verschiedenen Organisationsstrukturen tätig ist. Diese Wissensarbeiter, die als „konstruktive Intellektuelle“ bezeichnet werden, sind oft in wissenschaftlichen, technischen oder sozialen Innovationsprojekten involviert. Neben der organisatorischen Anbindung als Beratergruppe innerhalb größerer Institutionen gibt es auch die Ausgründung als formal selbständige Denkfabrik.
Wie Stephan Moebius herausgearbeitet hat, entstand mit dem Strukturwandel der modernen Öffentlichkeit zur Mediengesellschaft auch der Typus des "Medienintellektuellen". War für die frühere Sozialfigur des Intellektuellen die wissenschaftliche, journalistische oder künstlerische Reputation der Maßstab für ein kompetentes und engagiertes Auftreten in der Öffentlichkeit, so ist es für den Medienintellektuellen in erster Linie die durch Medienpräsenz erworbene Prominenz und mediale Performance. Ein wissenschaftliches oder literarisches Werk ist für ihn nicht mehr nötig, um in der Ökonomie der Aufmerksamkeit zu bestehen. Um Prominenz zu erlangen, ist er auf gezielte Selbstinszenierung und Impression Management angewiesen, was ihn in die Nähe der auf Inszenierung und Dramatisierung angelegten Medienlogik rückt. Selbstinszenierungsdrang der Medienintellektuellen und Medienlogik verstärken sich gegenseitig. So wird gerade dieser Typus gerne in den Medien zitiert oder zu Talkshows eingeladen, da er mit seiner Performance höhere Quoten verspricht als der ehemalige Intellektuellentypus.
Laut Rainer Lepsius besteht ein enger Zusammenhang zwischen hegemonialem Wertekanon und legitimer Intellektuellenkritik. Die Legitimität der Intellektuellenkritik hänge vom Geltungsstatus jener allgemeinen Werte ab, deren Realisierung der Intellektuelle einmahnt. Auch bei allergrößtem Dissens müsse er sich auf das gemeinsam Geteilte berufen können. Nur auf diese Weise könne seine Kritik sozial anschlussfähig werden.
Wenn jedoch die Gesellschaft fragmentierter und der gesellschaftliche Wertekanon vielfältiger, konfliktreicher und strittiger wird, so vergrößert sich der Detaillierungszwang für Intellektuelle. Der gesellschaftliche Wertekanon wird vielfältiger und konfliktreicher durch die zunehmende Verbreitung von science denialisms. Er wird strittiger durch Inkommensurabilität der Weltbilder. Die Intellektuellen sehen sich dann in gesteigertem Maße gezwungen, für ihre Kritik unter Rekurs auf entsprechendes Expertenwissen zu argumentieren, um sie so sozial anschlussfähig zu machen. Alexander Bogner sieht diesen Fall in den vergangenen Jahren eingetreten, da in der Finanzkrise von 2008, in der Klimakrise sowie in der Flüchtlingskrise seit 2015 in „›postheroischen‹ Einsätzen […] humanitäre, politische und kulturelle Kollateralschäden einberechnet (werden), es werden Alternativen erwogen“. Es werde „so lange wie möglich abgewartet und erst dann, wenn es nicht mehr anders zu gehen scheint, interveniert“. Anstelle grundsätzlicher „Systemkritik erleben wir aufwendige Berechnungen zur globalen Klimaerwärmung und zähe Verhandlungen über transnationale Regelwerke“. Dies lege „die Vermutung nahe, dass in der Wissensgesellschaft dem Intellektuellen die Stunde längst geschlagen hat“. Wenn Bogner mit dieser Befürchtung recht haben sollte, würde dieses mit der Wende zum 20. Jahrhundert aufgetretene Intellektuellentum bald nach dessen Ende wieder untergehen.

## Kollektive Intellektuelle
Pierre Bourdieu prägte den Begriff "kollektiver Intellektueller". 
"Hinter der Idee des kollektiven Intellektuellen steckt die Einsicht, dass kein noch so gebildeter singulärer Intellektueller über die Kompetenz verfügt, zu allen denkbaren Fragen und Themen kompetent Stellung zu beziehen. Die Rolle des kollektiven Intellektuellen beruht vielmehr auf dem Prinzip der Vernetzung von Wissenschaftlern, Autoren, Künstlern etc., wobei jede und jeder seine besondere, begrenzte Expertise dann einbringt, wenn sie betreffend einer spezifischen gesellschaftlichen Frage nutzbringend eingesetzt werden kann."

### Sogenannte „Intelligenz“
Als die Intelligenz (entlehnt aus lat. intelligēns (Genitiv intelligentis)) bezeichnet man zusammenfassend soziale Gruppen in einer Gesellschaft, in der sich Intellektuelle zu Gruppen formieren. Teils sind damit Abgrenzungen und Privilegien verbunden.
Einzelne Gruppen bzw. Kategorisierungen sind:
- Technische Intelligenz
- Freischwebende Intelligenz

## Intellektuelle in der Literatur
Intellektuelle sind die Hauptfiguren in vielen sogenannten Intellektuellenromanen. Einige bedeutende Beispiele:
- Erich Kästner: Fabian (Deutschland 1931)
- Robert Musil: Der Mann ohne Eigenschaften (Österreich 1930–1933)
- Louis Guilloux: Schwarzes Blut (Frankreich 1935)
- Simone de Beauvoir: Die Mandarins von Paris (Frankreich 1954)
- Doris Lessing: Das goldene Notizbuch (USA 1962)
- Saul Bellow: Herzog (USA 1964)
- Hans Erich Nossack: Der Fall d'Artez (Deutschland 1968)
- Julia Kristeva: Les samouraïs (Frankreich 1982)
- Italo Calvino: Palomar (Italien 1983)
- Tschingis Aitmatow: Der Richtplatz (UdSSR 1986)
- David Lodge: Denkt (USA 2001)
- Hermann Hesse: Der Steppenwolf (Deutschland 1927)

Der Übergang zum Künstlerroman ist fließend.